# عياش (دير الزور)
عياش قرية سورية تتبع ناحية مركز دير الزور في منطقة مركز دير الزور في محافظة دير الزور. بلغ عدد سكانها 6417 نسمة في عام 2004 حسب إحصاء المكتب المركزي للإحصاء. سكانها  من قبيلة عشيرة البوسرايا فخذ البوعزالدين من العقيدات عيال الابرز